# Mường Khiêng
Mường Khiêng là một xã thuộc huyện Thuận Châu, tỉnh Sơn La, Việt Nam.
Xã có diện tích 67,52 km², dân số năm 1999 là 5375 người, mật độ dân số đạt 80 người/km².